# Дорелигиозная эпоха
Дорелигиозная эпоха — период в истории человечества от момента появления человека современного типа до возникновения религии.
Согласно современным научным представлениям, человек современного вида, Homo sapiens произошёл от гейдельбергского человека в Африке 250—100 тысяч лет назад. Первичные формы религии начали складываться примерно 35-40 тысяч лет назад.
В процессе сосуществования и борьбы человека с природой возникали новые умения и навыки. Люди учились использовать и добывать огонь, строить и обустраивать места для жилья, производить одежду, украшения, металлическое оружие, различные охотничьи ловушки и т.д. Также формировались как разумные и нравственные существа, которые были связаны друг с другом трудовыми отношениями, заботились друг о друге. Об этом, в частности, свидетельствуют неандертальские погребения.
Существование дорелигиозной эпохи доказывают исследования в области археологии, этнографии, исторического языкознания. Среди исследователей есть разные взгляды на суть дорелигиозной эпохи.
Некоторые исследователи полностью отвергают существование дорелигиозного периода, отмечая, что «современной этнографии не известен ни один народ, ни одно племя, не имеющее религиозной традиции, дорелигиозное».
По мнению других исследователей, все утверждения, что религия изначально присуща человеку, не выдерживают критики. По их мнению, дорелигиозный период длился очень долго, вплоть до формирования неандертальца. Некоторые из них также полагают, что признаки, свидетельствующие о наличии религиозных представлений и обрядов, становятся действительно многочисленными и убедительными лишь для периода верхнего палеолита (около 40-18 тысяч лет назад).